# Глебовское (Владимирская область)
Глебовское — село в Суздальском районе Владимирской области России, входит в состав Селецкого сельского поселения.

## География
Село расположено на берегу реки Каменки (бассейн Клязьмы) в 2 км на восток от райцентра города Суздаля.

## История
Из «Царской жалованной грамоты Суздальскому Епископу Варлааму 1578 года февраля 3» видно, что село Глебовское вместе с другими селами и деревнями Суздальского уезда было вотчиной Суздальского Архиерейского дома и принадлежало ему еще при великом князе Василии Иоанновиче, который «жалованной грамотой» освободил Глебовское, а равно и другие вотчины собора, от казенных податей и пошлин. Но грамота эта во время пожара, случившегося в Суздале в 1576 году и от которого сильно пострадал и собор, сгорела; поэтому Иоанн Грозный, по прошению епископа Варлаама, дал в 1578 году свою грамоту и подтвердил в ней права и льготы, данные его отцом соборным вотчинам. Вотчиной собора Глебовское оставалось до 1764 года. Существующая церковь в честь Богоявления Господня зданием каменная, построена в 1796 году; при ней теплая, каменная же церковь в честь Покрова Пресвятой Богородицы, построена в 1811 году усердием прихожан. Колокольня каменная. В 1896 году приход состоял из одного села, в котором 92 двора, 279 душ мужского пола и 279 женского.
В конце XIX — начале XX века село входило в состав Городищевской волости Суздальского уезда.
С 1929 года село являлось центром Глебовского сельсовета Суздальского района, с 1965 года — в составе Селецкого сельсовета.

## Население
| 1859 | 1926 |
| ---- | ---- |
| 450  | 699  |

| 1859 | 1905 | 1926 | 2002 | 2010 | 2021 |
| ---- | ---- | ---- | ---- | ---- | ---- |
| 450  | ↗616 | ↗699 | ↘155 | ↘142 | ↘141 |

## Достопримечательности
В селе находятся недействующая церковь Богоявления Господня (1796).